# Мартинка
Мартинка — річка в Україні, у Канівському районі Черкаської області, права притока Росави, (басейн Дніпра).

## Опис
Довжина річки 18  км., похил річки — 3,0 м/км. Площа басейну 108 км².

## Розташування
Мартинка бере  початок в селі Таганча. Тече на північний схід і в межах сіл Полствин  та Малий Ржавець впадає у річку Росаву, ліву притоку Росі.
Населені пункти вздовж  берегової смуги: Ключники, Дарівка, Мартинівка. 